# Farmàcia de Tortellà
La Farmàcia de Tortellà és una obra modernista de Tortellà (Garrotxa) inclosa a l'Inventari del Patrimoni Arquitectònic de Catalunya.

## Descripció
Casa situada a la Plaça del Mercat del poble de Tortellà. Disposa de baixos, on s'hi va situar la farmàcia de la població; la porta que hi dona accés és plenament modernista, amb predomini de línies corbes i vidres gravats a l'àcid, que contenen decoracions de fullatges i flors. El primer pis té un ampli balcó, sostingut per sis mènsules ornades amb fullatges estilitzats; dues portes hi donen accés, emmarcades per un ampli guardapols de formes corbes amb decoracions florals fetes amb estuc. Aquesta decoració es repetirà de nou a les dues obertures del segon pis, que donen accés a dos balcons senzills, però de forma més senzilla i estilitzada.

## Història
L'arquitectura de Tortellà està molt marcada per l'incendi que va patir el poble durant les guerres carlines. El foc va destruir part dels antics habitatges, provocant la necessitat d'urgent remodelació entre finals del segle i principis del nostre. Així la majoria de les cases destacables presenten nombroses declaracions d'estuc pròpies del gust modernista i noucentista.